# 網野善彦
網野 善彦（あみの よしひこ、1928年〈昭和3年〉1月22日 - 2004年〈平成16年〉2月27日）は、日本の歴史学者。専攻は日本中世史。

## 生涯
江戸時代から続く地主網野家の当主・勝丸の末男として山梨県東八代郡御坂町（現在の笛吹市御坂町）に生まれる。曾祖父の網野善右衛門は実業家で、山梨中央銀行の前身のひとつである網野銀行の創業者である。実父の勝丸は甲州市塩山の旧家出身で代議士も務めていた広瀬久政の次男として生まれ、網野家へ養子に入った人物。久政長男の広瀬久忠は善彦の叔父にあたり、久政も右派政治家で戦前には山梨県初の大臣（厚生大臣）を務め、戦後には参議院議員となった。久政三男の名取忠彦も戦前は山梨県翼賛会壮士団長で、戦後は山梨中央銀行の頭取として山梨県政財界で影響力を持っていた人物で、善彦の幼少期にはこうした右派的政治環境があったことが指摘されている。
幼少期に東京市麻布区桜田町（東京都港区西麻布）へ移住。白金小学校卒業後、1940年（昭和15年）、旧制東京高等学校尋常科（現：東京大学教育学部附属中等教育学校）入学。このころの友人に氏家齊一郎や城塚登や増田義郎がいる。
旧制東京高等学校高等科文科卒業後、1947年（昭和22年）、東京大学文学部国史学科入学。学生時代は石母田正に私淑（網野善彦著作集より）。またこのころ日本共産党に入党し、山村工作隊の指揮や階級闘争による国民的歴史学運動に携わる。民主主義学生同盟副委員長兼組織部長となったが、のち運動から脱落する。
1950年（昭和25年）3月に東京大学文学部国史学科を卒業。同年4月から渋沢敬三が主宰する財団法人日本常民文化研究所の月島分室に勤務した。
1954年（昭和29年）に水産庁からの予算打ち切りが決まると同研究所を辞し、翌年4月から永原慶二の世話で東京都立北園高等学校の非常勤講師（日本史）として勤務。同年5月には日本常民文化研究所の同僚だった中沢真知子と結婚する。
1956年（昭和31年）6月、正式な教諭となり、日本史の授業以外にも社会科学研究会や部落解放研究会などの顧問を務める。勤務の傍ら東京大学史料編纂所に通って古文書を筆写、1966年に『中世荘園の様相』を著す。
1967年（昭和42年）1月に同校を退職し、同年2月に名古屋大学文学部助教授に就任し、名古屋に転居。1973年（昭和48年）には中世史研究会発足に参加している。
1978年（昭和53年）に『無縁・公界・楽――日本中世の自由と平和』が学術書としては異例のヒットを記録。
1979年（昭和54年）、神奈川大学が日本常民文化研究所を招致することが決まり、名古屋大学を辞任し、1980年（昭和55年）10月に神奈川大学短期大学部教授に就任。1993年（平成5年）4月に神奈川大学大学院歴史民俗資料学研究科を開設し、1995年から同大学経済学部特任教授となり、1998年（平成10年）3月に定年退職。
2000年（平成12年）2月に宮田登の葬儀委員長を務めるが、その翌月に自身が肺癌だと分かり闘病生活に入る。
2004年（平成16年）、東京都内の病院にて死去。享年76。死去時には、ル・モンド紙にも記事が掲載された。遺骸は本人の遺志によって献体された。

## 活動・評価
- 戦後の歴史学を主導し、新たな日本史像を描き出したと評価されている[6]。
- 中世の職人や芸能民など、農民以外の非定住の人々である漂泊民の世界を明らかにし、天皇を頂点とする農耕民の均質な国家とされてきたそれまでの日本像に疑問を投げかけ、日本中世史研究に影響を与えた。また、中世から近世にかけての歴史的な百姓身分に属した者たちが、決して農民だけではなく商業や手工業などの多様な生業の従事者であったと主張した。その学説には批判もある。（安良城盛昭など）
- 日本史学に民俗学からのアプローチを行い、学際的な研究手法を導入した。
- アナール学派の代表的歴史家であるフェルナン・ブローデルの著作に関わる『海から見た歴史―ブローデル『地中海』を読む』を、日本でのアナール学派の紹介者である二宮宏之らと共に著している。ただし、阿部謹也は、網野の方法論と学説の形成には、アナール学派の影響が必ずしもあるわけではないと論評している[7]。
- 渡辺京二は、『日本近世の起源　戦国乱世から徳川の平和へ』[8]で、網野が中世史の事象である「無縁」を「自由」と解釈するとき、「戦後左翼の切ない夢想」がみとめられるとし、網野の理論構成自体も古典マルクス主義的であるなど、批判している[9]。
- 西尾幹二や福田和也も、著書で網野の史論を批判しているほか、小谷野敦は『日本売春史』において、網野の「遊女」像を批判している。
- 丸島和洋は、網野の研究について「まったく主流ではなく、ほとんどが『いきすぎ』と否定されています」と述べており[10]、網野の研究は網野のバランスがあってこそ成立したのであり、無批判に継承するのは極めて危険であるとしている[11]。
- 晩年は、山梨県史の編纂や山梨県立博物館の構想にも携わり、山梨県史研究においては古代豪族の三枝氏や郡内地方で勢力を持った加藤氏を例に取り、甲斐源氏や武田氏中心の研究に異論を唱え、武田氏以外の氏族研究の必要性を提唱した。また、鎌倉時代中期には二階堂氏が甲斐守護であった可能性を示唆し、従来の武田氏評価の再検討を試みている。

### 「日本」論について
- 晩年期の著作である『「日本」とは何か』において、一般的な日本人の「孤立した島国」という日本像は改めるべきであると述べ、実際は日本が「列島」であり、「アジア大陸東辺の懸け橋」として、周辺の海を通じて多くの人や物がたえまなく列島に出入りしていると主張している。また、「日本」という国号が古くからいつのまにか決まっているという見方も見直すべきであり、実際は「日本」という国号が七世紀末、689年に実行された飛鳥浄御原令によって定まり、そのときから「日本」ははじめて地球上に現れたのであると主張する（なお、日本国号の成立期に関しては異説もある）。
- 日本人とはただ「「日本国」の国制の下にある人々」であると定義し、日本国家の出発点以前には日本も日本人も存在しないと考えている。つまり、現在の日本国が支配する地域に暮らしていたのが「日本人」だと定義することは誤りだと述べている。小・中・高の教科書には国名に関わる記述はなく、逆に「縄文時代の日本」、「弥生時代の日本人」などと書かれているが、実際はそれぞれの時代に日本も日本人が存在していなかったと主張し、「旧石器時代に日本人がいた」という新聞記事も現れているが、これらは「神代」から日本が始まったという戦前の史観と近いとしている。
- また、成立当初の日本国家、つまり7世紀末から日本国家が支配する地域が現在の日本列島や日本国の領域と同じだったというわけではなく、自然に国境が定まったわけではないと主張している。「日本国」という国家は「侵略」と「征服」で領域を広げたと意識しておくべきであると述べている。アイヌ民族や琉球人などに限らず、日本国家の支配者に蝦夷なども侵略され、軍事力を背景とした力による圧服であったと主張し、そういった認識をもつべきだとしている。
- 沈仁安（北京大学教授）は、「『倭』『倭人』が、日本、日本人の古代の呼び方であることは、中国の学界では、疑問はない[12]」「『倭人は日本人ではない』の論拠あるいは史料根拠はないか不足しており、さらに主としてその論証方法に多くの問題[13]」「歴史事実からも無論のこと、論理からも成立しがたい[13]」として、網野の『「日本」とは何か』における「日本」は特定の国家の国号であることを根拠に「倭人は日本人ではない」という主張や、倭寇も全て日本人ではなく、古代の倭人の勢力は、東海地区より以東には達しておらず、朝鮮半島南部にも倭人がいたとする主張を批判している[14]。網野の「『倭寇』の実態は国家をこえた海を生活の舞台とする人々の動きであり、『倭人』はけっして日本人と同じではない」という主張は、13世紀から16世紀にかけて発生・形成・発展・変遷の過程・変化している倭寇を概括的に解釈することは、具体的な歴史過程を隠し、具体的な問題に対する具体的な分析の方法論の原則に符合しないと批判した[14]。また沈は、前期倭寇の主力は日本人（領主・武士・商人）であることは間違いなく、後期倭寇に他国人が加わっても、主力を果たしたのではなく、倭寇の起源と活動初期は日本人と関係があるため、「日本古代の呼び方である『倭』寇命名」したのであり、千数百年以後の歴史的事実を紀元前後に形成された「倭」「倭人」で解釈することは方法論からも不適当と批判している[14]。中国文献の「倭」は異なる表現であり、「倭」は地名、「倭人」「倭種」は種族名、「倭国」は地名及び政治的実態を指しているが、政治的実態「国」は日本列島の政治的統一に従い変化、「倭国」と呼ばれていたのは、列島が基本的に統一していたことを意味し、最も早く「倭」に言及した中国文献は、数種の地名・種族名・国家名以外はなく「『倭』が指しているのは、疑いなく一致しており、後の日本」とする[14]。また、網野の「紀元前1世紀、文献に現れる『倭人』と日本国成立後の日本人とは、列島西部においては、重なるとしても、けっして同一ではない」「3世紀の『倭人』の勢力は、たとえ邪馬台国が近畿にあったとしても、現在の東海地域以東には及んでいないと見てよかろう」「関東人と中部九州人は成立当初の日本国の国制の下に入っているので『日本人』ではあるが、けっして『倭人』ではなかったのである」という主張については[15]、網野は「倭」の意味を支配領域と理解しており、支配領域によって「倭人」を解釈しているが、中国文献に現れる元来の「倭人」の意味と符合していないと批判している[15]。網野の「『倭人』と呼ばれた人々は、済州島、朝鮮半島南部などにもいたと見られるが、新羅王国成立後、朝鮮半島の『倭人』は新羅人となっていった。このように『倭人』と『日本人』とが同一視できないことを、我々は明確に確認しておく必要がある」という主張については[15]、周知の事実として古代朝鮮半島南部に居住していたのは韓人であり、列島の倭人は鉄を入手するため、鉄を産出する朝鮮半島南部の弁韓を侵犯ないし交流したため、弁韓に倭人がいたのは確実であるが、列島の倭人が移住していただけであり、この場合「『日本人』と同一視してよい」と述べている[16]。また、朝鮮半島南部（特に弁韓）の種族が韓人ではなく倭人と呼ばれるなら、江上波夫・井上秀雄・国分直一・角林文雄・井伊章などが主張している「広義の倭人論」となるが、「広義の倭人論」は「いかなる史料根拠」もなく、網野が「広義の倭人論」の史料根拠を確実な分析をせずに、結論を受け入れているのは軽率、と述べている[16][注釈 2]。網野は「『日本』が特定の時点で、特定の意味をこめて、特定の人々の定めた国家の名前-国号である」「『日本人』という語は日本国の国制の下にある人間集団を指す言葉である」「日本国の成立・出現以前には、日本も日本人も存在せず、その国制の外にある人々は日本人ではない。『聖徳太子』は『倭人』であり、日本人ではない」として「倭人は日本人ではない」と主張するが、沈は、網野は「日本国の国制」の定義をしていないが、おそらく「律令体制」を指しているとみて間違いなく[16]、聖徳太子の推古朝の改革が律令体制の始まりということができ、そこから数えると大宝律令の制定までに律令体制は完成して1世紀にわたり、孝徳朝の大化の改新から数えても半世紀となり、日中の文献から推測できるのは、670年代〜700年代初期、さらに遡るなら天武天皇時代（672年〜686年）に「日本」の国号が確定した可能性が高く、網野の「『日本』の国号の成立以前の列島人がすべて日本人でない」に従えば、聖徳太子、孝徳天皇、天智天皇は日本人ではなく、ひどい事例では、天武天皇は半分倭人・半分日本人であり、国号改名前は倭人、国号改名後は日本人に化け、沈は「歴史は、連続性と継承性があり、歴史家が主観的意図によって任意に歴史を断ち切ってはならない」として、日本の国制の形成と国号の確定は同時ではなく、国制は50年・100年を経て形成、国号は天皇の詔令により解決でき、「二つの異なる範疇の事柄を混同」していると批判している[13]。また網野が訪韓時に、韓国人が「倭寇・壬辰倭乱・日帝36年」を取り上げて「日本人の『暴虐』」を批判したことを、豊臣秀吉の2度の朝鮮侵略と日帝の植民地支配は「一言の弁明もなく頭を下げるが、『倭寇』をこれに加えるについては、事実に反するとして承服しない」と述べているが、網野の見方でいうと「豊臣秀吉は日本人であり、倭人ではない」ことになり、「『倭』乱」と呼んではいけないが、網野は「壬辰『倭』乱」について異議を唱えていない[19]。「倭人は日本人ではない」は一貫しておらず、網野の見方で列島の歴史を描くなら、「日本史」は「日本」と国号を定めた時点からだけ描くことができ、それより以前は倭人の歴史となり、それとは別個に描くしかなく、網野は、日本通史で「縄文時代の日本」「弥生時代の日本」を、「日本国」はまだないとして否定的な態度を示しているが、縄文時代・弥生時代前期にも「倭」の呼称はまだ存在せず、網野の見方でいうと、縄文時代・弥生時代前期の歴史は、「また別に描かなくてはならない」が、しかし網野はその視点による大枠を提起せず、その視点がどのように貫徹するか判断しようがないと述べている[19]。
- 古田武彦は、網野は「倭国」は7世紀末まで、「日本国」は8世紀初頭以後という基本認識について、7世紀以前に関連して、例えば「九州王朝」「近畿天皇家とは別個の王朝」というような実体的な歴史認識が示されておらず、結果「7世紀以前は、日本国に非ず」という主張が、「単なる『名議論』『国名の言い換え論』に陥っている」と指摘しており[20]、さらに古田は「網野説の場合、『倭国と日本国との国名変化』に関する先行説であるわたしの立説をとりあげ、それと自家の新説（網野説）との異同を論ずべきだったと思われる。それが学者として、先行説に対する学的礼儀だったのではあるまいか」と苦言を呈している[20]。

### 影響
- 中世史家の伊藤正敏は、網野の「無縁」概念を発展させ、中世における大寺社（寺社勢力）が、朝廷や武家政権に対抗した巨大なアジール的空間であり、また「寺社勢力概念」により「農業中心史観」がさらに解体されるという説をとなえている。
- 時代小説分野の一部にも影響を及ぼし、隆慶一郎などは舞台設定などで網野の学説を幅広く取り入れた創作を行っている。
- 宮崎駿も、「もののけ姫」で、農業以外を生業とする庶民を描くにあたり網野史観にインスピレーションを受けたと話している。この作品について網野自身も「ずいぶん勉強した上でつくられている」と評価した[21]。後に対談も果たしており、作中の誤りも指摘している[22]。

## 家族
- 母方の曽祖父網野善右衛門 (1843-1926)は山梨県平民雨宮彦兵衛の二男として生まれ、1865年に網野治郞右衛門の養子となり、1870年に家督を相続、大地主であり無限責任網野銀行を経営し、多額納税者として貴族院議員を務めた[23]。善右衛門の長男善一（1877-1904）は、広瀬久光の娘まつのと結婚して二女をもうけるが、日露戦争に出兵し戦死。善一の長女幸恵（さちゑ。善彦の母）は母まつのの甥・広瀬勝丸（広瀬久政と善右衛門の妹さとの次男）を婿とし、勝丸は網野善右衛門の名を引き継いだ。父の兄弟に広瀬久忠、名取忠彦、川村茂久など、祖父母の兄弟に雨宮亘、若尾璋八、広瀬猛らがいる。
- 妻の父が生物学者・中沢毅一。妻の兄が民俗学者・市議会議員（日本共産党所属）の中沢厚と、歴史学者・中沢護人。特に「つぶての研究」でも知られる中沢厚とは親しく、大きな思想的影響を受けた。義理の甥(中沢厚の子)に中沢新一。
- 子息は、ラテンアメリカ史研究の網野徹哉と文化人類学・民俗学者の網野房子、歴史学・民俗学者の網野暁（あみのさとる）。ウィリアム・バロウズ『ダッチ・シュルツ 最期のことば』などの邦訳書の装丁を手がけた網野義彦は同名異字で別人。

## 受賞歴
- 1989年、第36回産経児童出版文化賞美術賞
  - 絵本『河原にできた中世の町 へんれきする人びとの集まるところ』（網野善彦文、司修絵 岩波書店）
- 1989年、第43回毎日出版文化賞
  - 絵本『瓜と龍蛇 いまは昔 むかしは今』（網野善彦＋大西廣＋佐竹昭広＝編集委員、福音館書店）
- 1992年、第46回毎日出版文化賞特別賞
  - ビデオブック『大系日本歴史と芸能 全14巻』（網野善彦＋小沢昭一＋服部幸雄+宮田登＋大隅和雄＋山路興造＝編集委員、平凡社＋日本ビクター）

## 著作

### 単著
- 『中世荘園の様相』（塙書房、1966年／岩波文庫、2023年12月）[著作集第1巻]
- 『日本の歴史　第10巻　蒙古襲来』（小学館、1974年／小学館ライブラリー（上・下）、1992年／小学館文庫、2001年）[著作集第5巻]
- 『中世東寺と東寺領荘園』（東京大学出版会、1978年）[著作集第2巻]
- 『無縁・公界・楽――日本中世の自由と平和』（平凡社選書、1978年、増補版1987年／平凡社ライブラリー、1996年）[著作集第12巻]
- 『日本中世の民衆像――平民と職人』（岩波新書 黄版、1980年）[著作集第8巻]
- 『東と西の語る日本の歴史』（そしえて、1982年／講談社学術文庫、1998年）[著作集第15巻]
- 『日本中世の非農業民と天皇』（岩波書店、1984年／岩波文庫（上下）、2024年2・3月）[著作集第7巻]
- 『中世再考――列島の地域と社会』（日本エディタースクール出版部、1986年／講談社学術文庫、2000年）
- 『異形の王権』（平凡社、1986年／平凡社ライブラリー、1993年）[著作集第6・11巻]
- 『日本社会と天皇制』（岩波ブックレット、1988年）
- 『日本論の視座――列島の社会と国家』（小学館、1990年／小学館ライブラリー、1993年）
- 『日本の歴史をよみなおす』（筑摩書房（ちくまプリマーブックス 正・続）、1991-96年、単行版（全1巻）、2017年／ちくま学芸文庫（全1巻）、2005年）
- 『日本中世土地制度史の研究』（塙書房、1991年）[著作集第3・4巻]
- 『海と列島の中世』（日本エディタースクール出版部、1992年／講談社学術文庫、2003年）
- 『職人歌合』（岩波書店、1992年／平凡社ライブラリー、2012年）
- 『海から見た日本史像――奥能登地域と時国家を中心として』（河合ブックレット、1994年）
- 『日本社会再考――海民と列島文化』（小学館、1994年／ちくま学芸文庫、2017年）[著作集第10巻]
- 『中世の非人と遊女』（明石書店、1994年／講談社学術文庫、2005年）[著作集第11・13巻]
- 『悪党と海賊――日本中世の社会と政治』（法政大学出版局、1995年）[著作集第6・13巻]
- 『日本中世都市の世界』（筑摩書房、1996年／ちくま学芸文庫、2001年／講談社学術文庫、2013年）[著作集第12・13巻]
- 『日本中世史料学の課題――系図・偽文書・文書』（弘文堂、1996年）[著作集第14巻]
- 『中世的世界とは何だろうか』（朝日新聞社［朝日選書］、1996年／朝日文庫、2014年）
- 『日本中世に何が起きたか――都市と宗教と「資本主義」』（日本エディタースクール出版部、1997年／洋泉社MC新書、2006年、同・歴史新書、2012年／角川ソフィア文庫、2017年）
- 『海の国の中世』（平凡社ライブラリー、1997年）
- 『日本社会の歴史』（岩波新書 新赤版（全3巻）、1997年）[著作集第16巻]
- 『日本中世の百姓と職能民』（平凡社選書、1998年／平凡社ライブラリー、2003年）[著作集第8巻]
- 『海民と日本社会』（新人物往来社、1998年／新人物文庫、2009年）
- 『古文書返却の旅――戦後史学史の一齣』（中央公論新社［中公新書］、1999年）[著作集第18巻]
- 『「日本」とは何か　日本の歴史00』（講談社、2000年／講談社学術文庫、2008年）[著作集第17巻]
- 『歴史としての戦後史学』（日本エディタースクール出版部、2000年／洋泉社MC新書、2007年／角川ソフィア文庫、2018年）[著作集第18巻]
- 『歴史と出会う』（洋泉社新書y、2000年）
- 『歴史を考えるヒント』（新潮社［新潮選書］、2001年／新潮文庫、2012年）
- 『中世民衆の生業と技術』（東京大学出版会、2001年）[著作集第9巻]
- 『宮本常一「忘れられた日本人」を読む』（岩波書店［岩波セミナーブックス］、2003年／岩波現代文庫、2013年）
- 『甲斐の歴史をよみ直す』（山梨日日新聞社、2003年）
- 『里の国の中世――常陸・北下総の歴史世界』（平凡社ライブラリー、2004年）
- 『列島の歴史を語る』（本の森、2005年／ちくま学芸文庫、2014年）、藤沢・網野さんを囲む会編

### 共著
- （阿部謹也・石井進・樺山紘一）『中世の風景』（中公新書（上・下）、1981年）
- （阿部謹也）『中世の再発見――対談 市・贈与・宴会』（平凡社、1982年／平凡社ライブラリー、1994年）
- （石井進・笠松宏至・勝俣鎭夫）『中世の罪と罰』（東京大学出版会、1983年／講談社学術文庫、2019年）
- （上野千鶴子・宮田登）『日本王権論』（春秋社、1988年）
- （谷川道雄）『交感する中世――日本と中国』（ユニテ、1988年／洋泉社新書、2010年）
- （川村湊）『列島と半島の社会史――新しい歴史像を求めて』（作品社、1988年）
- （森浩一）『馬・船・常民――東西交流の日本列島史』（河合出版、1992年／講談社学術文庫、1999年）
- （佐藤進一・笠松宏至）『日本中世史を見直す』（悠思社、1994年／平凡社ライブラリー、1999年）
- （鶴見俊輔）『歴史の話』（朝日新聞社、1994年）
- （司馬遼太郎）『東と西――対談集』（朝日新聞社、1990年／朝日文庫、1995年）
- （宮田登）『歴史の中で語られてこなかったこと――おんな・子供・老人からの「日本史」』（洋泉社、1998年）、洋泉社新書、朝日文庫で再刊
- （宮田登）『神と資本と女性――日本列島史の闇と光』（新書館、1999年）
- （笠松宏至）『中世の裁判を読み解く』（学生社、2000年／吉川弘文館、

「読みなおす日本史」2023年　ISBN　9784642075213）
- （伊藤雅俊・斎藤善之）『「商い」から見た日本史――市場経済の奔流をつかむ』（PHP研究所、2000年）
- （石井進）『米・百姓・天皇――日本史の虚像のゆくえ』（大和書房、2000年）
- （森浩一）『この国のすがたを歴史に読む』（大巧社、2000年／改題『この国のすがたと歴史』朝日選書、2005年）
- （田中優子・樺山紘一・成田龍一・三浦雅士・姜尚中・小熊英二）『「日本」をめぐって――網野善彦対談集』（講談社、2001年）
- （横井清）『都市と職能民の活動』（中央公論新社、2003年）
- （吉本隆明・川村湊）『歴史としての天皇制』（作品社、2005年）
- 『網野善彦対談セレクション』（山本幸司編、岩波現代文庫（全2巻）、2024年）

### 編著
- 『職人と芸能』（吉川弘文館、1994年）
- 『歴史　日本の名随筆 別巻99』（作品社、1999年）

### 共編著
- （石井進）『中世都市と商人職人』（名著出版、1992年）
- （木下忠・神野善治）『海・川・山の生産と信仰』（吉川弘文館、1993年）
- （川添昭二）『中世の海人と東アジア――宗像シンポジウム2』（海鳥社、1994年）
- （石井進）『信仰と自由に生きる』（新人物往来社、1995年）
- （石井進）『蝦夷の世界と北方交易』（新人物往来社、1995年）
- （石井進）『日本海交通の展開』（新人物往来社、1995年）
- （石井進）『内海を躍動する海の民』（新人物往来社、1995年）
- （イマニュエル・ウォーラーステイン原著・二宮宏之・川勝平太・榊原英資・山内昌之）『海から見た歴史―ブローデル『地中海』を読む』（藤原書店、1999年）
- （後藤宗俊・飯沼賢司）『ヒトと環境と文化遺産――21世紀に何を伝えるか』（山川出版社、2000年）
- （石井進）『北から見直す日本史――上之国勝山館跡と夷王山墳墓群からみえるもの』（大和書房、2001年）
- （樺山紘一・宮田登・安丸良夫・山本幸司）『岩波講座 天皇と王権を考える』（岩波書店（全10巻）、2002年-2003年）

### 著作集
- 『網野善彦著作集』（全18巻＋別巻、岩波書店、2007年-2009年）
　編集委員：稲葉伸道・桜井英治・盛本昌広・山本幸司
  - 1巻「中世荘園の様相」　
  - 2巻「中世東寺と東寺領荘園」
  - 3巻「荘園公領制の構造」
  - 4巻「荘園・公領の地域展開」
  - 5巻「蒙古襲来」
  - 6巻「転換期としての鎌倉末・南北朝期」
  - 7巻「中世の非農業民と天皇」
  - 8巻「中世の民衆像」
  - 9巻「中世の生業と流通」
  - 10巻「海民の社会」
  - 11巻「芸能・身分・女性」
  - 12巻「無縁・公界・楽」
  - 13巻「中世都市論」
  - 14巻「中世史料学の課題」
  - 15巻「列島社会の多様性」
  - 16巻「日本社会の歴史」
  - 17巻「＜日本＞論」
  - 18巻「歴史としての戦後史学」
  - 別巻「索引ほか」、2009年12月、最終配本

## 関連書籍
- 中沢新一・赤坂憲雄『網野善彦を継ぐ。』（講談社、2004年）
- 中沢新一『僕の叔父さん 網野善彦』（集英社、2004年）
- 赤坂憲雄編『追悼記録　網野善彦』（洋泉社、2006年）
- 映画『もののけ姫』パンフレット（1997年）